# Henny Reents
Christina Henny Reents (* 24. Dezember 1974 in Wittmund) ist eine deutsche Schauspielerin.

## Leben

### Privatleben und  Ausbildung
Henny Reents wuchs als drittes von fünf Kindern im ostfriesischen Wittmund auf. Ihr Bruder ist der Musiker und Produzent Mense Reents. Sie ist Mutter eines Sohnes (* 2011) und  lebt in Berlin.
Seit ihrer Kindheit galt ihr Interesse dem Sport, dem Tanz und der Musik. Mit 16 Jahren ergab sich die Möglichkeit, Ballettunterricht zu nehmen, kurz darauf fasste sie den Entschluss, sich beruflich dem Tanz und dem Unterrichten zu widmen. Nach dem Abitur studierte sie zunächst von 1994 bis 1998 an der Hochschule für Musik und Theater „Felix Mendelssohn Bartholdy“ Leipzig Tanzpädagogik. Das Studium schloss sie mit einem Diplom ab. 1996 unterbrach sie das Studium für ein Auslandsjahr an der Amsterdamse Hogeschool voor de Kunsten mit der europaweit einmaligen Studienfachrichtung Urban Contemporary Jazz Theatre. Zu den Nebenfächern gehörten Schauspiel und Gesang.
Inspiriert durch die vielseitige Ausbildung und den Kontakt zu anderen Studenten und Künstlern aus den Bereichen Tanz, Choreographie, Schauspiel, Gesang und Kleinkunst wuchs in Reents der Wunsch, Theaterschauspielerin zu werden. Es folgte ein Studium (1999–2002) an der Schule für Schauspiel in Hamburg. Parallel zum Tanz- und Schauspielstudium arbeitete sie von 1996 bis 2000 freiberuflich als Tänzerin für verschiedene Tanzproduktionen, unter anderem an der Stadsschouwburg Amsterdam, dem Schauspielhaus Leipzig und der Musikalischen Komödie Leipzig.

### Theater
Nachdem Reents 2002 am Lichthof Theater in Hamburg erstmals auf der Theaterbühne gestanden hat, ist sie seit 2008 parallel zu ihren Arbeiten bei Film und Fernsehen regelmäßig am Theater zu sehen, unter anderem in John Cages A House Full Of Music. Zwischen 2008 und 2011 sah man sie auf der Bühne am Ballhaus Naunynstraße Berlin unter der künstlerischen Leitung von Shermin Langhoff, u. a. in dem Stück Die Schwäne vom Schlachthof von Hacan Mican Sivas. 2011 übernahm sie die Hauptrolle der Helen in dem Theaterstück Der dressierte Mann nach einer Streitschrift von Esther Vilar am Theater an der Kö in Düsseldorf. 2016 sah man Reents als Lola in dem Stück Heute Abend: Lola Blau von Georg Kreisler unter der Regie von Elisabeth Engstler im Theaterforum Kreuzberg – Berlin.

### Kino
Während ihres Abschlusssemesters an der Schauspielschule in Hamburg entdeckte Max Färberböck sie für seinen Spielfilm September (2003). Es folgten weitere Kinofilmproduktionen, u. a. das Psychodrama Kaltmiete von Gregor Buchkremer (2006) und die Theaterverfilmung Peer Gynt (ebenfalls 2006) unter der Regie von Uwe Janson mit Robert Stadlober, Karoline Herfurth und Ulrich Mühe, in der sie die Rolle der Ingrid übernahm. 2007 war Reents an der Seite von Moritz Bleibtreu in Chiko von Özgür Yildirim zu sehen. In dem Film Meeres Stille von Juliane Fezer von 2012 übernahm sie eine Gastrolle. Große Aufmerksamkeit erntete der Gangsterfilm Banklady (2014) von Christian Alvart.

### Fernsehen
Im Fernsehen wurde Reents einem breiten Publikum durch ihre Darstellung der Ärztin im Praktikum Charlotte Marquart in der SAT.1-Serie Alphateam (8. Staffel, 2003) und der Arzthelferin Melanie Brock in Doktor Martin (2006) an der Seite von Axel Milberg bekannt. Zuvor sah man sie unter anderem in einer Episodenrolle der Serie Bronski und Bernstein unter der Regie von Sigi Rothemund, bevor sie 2003 die weibliche Hauptrolle in den Pro7-Fernsehfilmen Verfluchte Beute und Bei hübschen Frauen sind alle Tricks erlaubt (2004) sowie in der ZDF-Komödie Deutschmänner (2005) unter der Regie von Ulli Baumann übernahm. Zwischen 2007 und 2009 stand sie für die mehrfach ausgezeichnete ZDF-Serie KDD – Kriminaldauerdienst als Kommissarin Wagner vor der Kamera, die u. a. den Deutschen Fernsehpreis 2007 als Beste Serie (vor Reents Erscheinen in der Serie) und den Adolf-Grimme-Preis 2008 für das Beste Ensemble erhielt.
2016 wurde der historische Film Schweigeminute nach einem Stoff von Siegfried Lenz mit ihr als Frauke Bruns im ZDF ausgestrahlt. Im selben Jahr sah man Reents in der Rolle der Belle in dem international besetzten Dreiteiler Winnetou – Der Mythos lebt nach Karl Mays Winnetou unter der Regie von Philipp Stölzl. In dem Krimiformat der ARD Nord bei Nordwest spielte Reents bis 2020 die Hauptrolle der Dorfpolizistin Lona Vogt, Leiterin eines Ein-Frau-Reviers an der Seite von Hinnerk Schönemann. 2020 sah man Henny Reents in der WDR-Produktion Verunsichert – Alles Gute für die Zukunft (Regie: Jörg Lühdorff) im Ersten. Reents verkörperte hier eine junge Anwältin, die an ihre ethischen Grenzen stößt und daraufhin beginnt, ihr Leben umzukrempeln.

## Filmografie (Auswahl)

### Kinofilme
- 2005: Erkan & Stefan in Der Tod kommt krass
- 2006: Peer Gynt
- 2007: Kaltmiete, Regie: Gregor Buchkremer
- 2008: Chiko
- 2010: Trabanten, Regie: Michaela Schweiger
- 2013: Meeres Stille, Regie: Juliane Fezer
- 2013: Banklady

### Fernsehfilme
- 2004: Verfluchte Beute, Regie: Michael Karen
- 2005: Bei hübschen Frauen sind alle Tricks erlaubt, Regie: Peter Stauch
- 2006: Deutschmänner
- 2006: Spur der Hoffnung, Regie: Hannu Salonen
- 2009: Hoffnung für Kummerow, Regie: Jan Růžička
- 2013: Zeugin der Toten, Regie: Thomas Berger
- 2016: Schweigeminute
- 2016: Winnetou – Der Mythos lebt (Dreiteiler, 2 Folgen)
- 2017: Meine fremde Freundin
- 2020: Verunsichert – Alles Gute für die Zukunft
- 2020: Altes Land
- 2021: Um die 50
- 2021: Charlotte Link – Die Suche
- 2023: Sonderlage – Der Angriff, Regie: Andreas Senn
- 2023: Sonderlage – Das Kind wird sterben
- 2023: Weihnachtspäckchen ... haben alle zu tragen
- 2024: Andere Eltern - Die 1. Klasse

### Fernsehserien- und reihen
- 2000: Bronski und Bernstein (1 Folge)
- 2003–2004: Alphateam – Die Lebensretter im OP (51 Folgen)
- 2004, 2007: Großstadtrevier (verschiedene Rollen, 2 Folgen)
- 2005, 2014: SOKO Köln (verschiedene Rollen, 2 Folgen)
- 2007: Doktor Martin (6 Folgen)
- 2007: Post Mortem (Folge Grenzenlose Liebe)
- 2008: GSG 9 – Ihr Einsatz ist ihr Leben (Folge Alptraum)
- 2008: Kommissarin Lucas – Wut im Bauch
- 2008–2010: KDD – Kriminaldauerdienst (5 Folgen)
- 2008: Ein Fall für zwei (Folge Erbarmungslose Rache)
- 2010: Countdown – Die Jagd beginnt (Folge Die Zeugin)
- 2010: Liebe am Fjord – Sommersturm
- 2011: Tatort: Altes Eisen
- 2011: Ein starkes Team: Blutsschwestern
- 2012: Polizeiruf 110: Raubvögel
- 2012: Marie Brand und das Lied von Tod und Liebe
- 2013: SOKO Wismar (Folge Stadt, Land, Tod)
- 2013: Küstenwache (Folge Schicksalsspiel)
- 2013: SOKO Stuttgart (Folge Höllenhund)
- 2014: Reiff für die Insel – Katharina und der Schäfer
- 2014: Heiter bis tödlich: Hauptstadtrevier (Folge Schwesternkrieg)
- 2014–2020: Nord bei Nordwest (Fernsehreihe) → siehe Besetzung
- 2017: Tatort: Auge um Auge
- 2019–2020: Andere Eltern (14 Folgen)
- 2020: Der Staatsanwalt: Null Toleranz
- 2020: Tatort: Niemals ohne mich
- 2021: Die Eifelpraxis – Chancen (Fernsehreihe)
- 2022: ZDF Magazin Royale – Die Innenministerkonferenz
- 2022: Die schwarzen Schmetterlinge (Les papillons noirs, 5 Folgen)
- 2022: Gestern waren wir noch Kinder (2 Folgen)
- 2024: Perfekt verpasst
- 2024: Unter anderen Umständen: Nordwind (Fernsehreihe)
- 2025: Praxis mit Meerblick – Volle Kraft voraus

## Bühne

### Tanztheater
- 1997: Pillow Piece / Tanztheater (Tänzerin), Staatsschauburg Amsterdam, Choreographie: Carol Marion
- 1997: Nina Simone’s Feeling Good / Tanztheater (Tänzerin), Produktion im Rahmen des Giordano Jazz Dance World Congress (Wiesbaden), Choreographie: Eddie de Bie
- 1998: West Side Story / Musical Gala (Tänzerin), Musikalische Komödie Leipzig, Choreographie: Corinna Wittchen
- 1998: Tanztheater-Produktion mit Stücken verschiedener Choreographen (Tänzerin), Schauspielhaus Leipzig, Choreographie: u. a. Young Me Lee

### Theater
- 2002: Leonce und Lena / Rolle: Rosetta, Lichthof Theater Hamburg (Regie: Barbara Neureiter)
- 2008: John Cage’s House Full Of Music, Museumsquartier Wien (Regie: Jevgenij Sitochin)
- 2009: Café Europa vs. Dog eat Dog, Ballhaus Naunynstraße, Berlin (Regie: Mehdi Moinzadeh)
- 2010: Die Schwäne vom Schlachthof, Ballhaus Naunynstraße, Berlin (Regie: Hakan Savas Mican)
- 2011: Der Dressierte Mann, Rolle: Helen, Theater an der Kö, Düsseldorf (Regie: René Heinersdorff)
- 2016: Heute Abend: Lola Blau, Rolle: Lola, Musical für eine Schauspielerin von Georg Kreisler, Theaterforum Kreuzberg, Berlin (Regie: Elisabeth Engstler)
- 2022: Der Chinese, Rolle: Gwendolyn, Komödie am Kurfürstendamm im Schiller Theater, Berlin (Regie: Daniel Krauss)

## Auszeichnungen
- 2008: Nominierung Adolf-Grimme-Preis für Doktor Martin in der Kategorie Unterhaltung
- 2008: Adolf-Grimme-Preis für das Ensemble von KDD – Kriminaldauerdienst
- 2013: Official Selection 47. Internationale Hofer Filmtage Meeres Stille
- 2014: Hauptpreis Bester Spielfilm beim Filmfestival Kitzbühel für Meeres Stille
- 2015: Silver Remi Award auf dem 48th International Worldfest Houston für Meeres Stille
- 2015: Official Selection Hollywood Film Festival 2015: Meeres Stille